# Tasuku Honjo
Tasuku Honjo (本庶 佑 Honjo Tasuku?, Kioto, 27 de enero de 1942) es un inmunólogo japonés, conocido por haber identificado la Proteína 1 de la muerte celular programada (PD-1). También, conocido por sus trabajos en la identificación de las citoquinas IL-4 e IL-5, así como por el descubrimiento de la  deaminasa de citidina inducida por activación, esencial para la conmutación de clase de inmunoglobulina y la hipermutación somática. En el 2018, ganó el Premio Nobel de Fisiología o Medicina, junto con James P. Allison, «por su descubrimiento de la terapia contra el cáncer por la inhibición de la regulación inmune negativa».

## Vida y carrera
Honjo nació en Kyoto en 1942. Completó su título de médico en 1966 en la Facultad de Medicina de la Universidad de Kioto, donde en 1975 recibió su doctorado en Filosofía en Química Médica bajo la supervisión de Yasutomi Nishizuka y Osamu Hayaishi.
Honjo fue miembro visitante en el Departamento de Embriología del Instituto Carnegie de Washington, de 1971 a 1973. Luego se trasladó a los Institutos Nacionales de Salud (NIH) de Estados Unidos en Bethesda, Maryland, donde estudió las bases genéticas de la respuesta inmune en el Instituto Nacional de la Salud Infantil y Desarrollo Humano (NICHD) como becario entre 1973 y 1977, seguido de muchos años como becario residente Fogarty del NIH a partir de 1992. Durante parte de este tiempo, Honjo también fue profesor asistente en la Facultad de Medicina de la Universidad de Tokio, entre 1974 y 1979; profesor del Departamento de Genética de la Facultad de Medicina de la Universidad de Osaka, entre 1979 y 1984; y profesor en el Departamento de Química Médica de la Facultad de Medicina de la Universidad de Kyoto, de 1984 a 2005. Desde 2005, Honjo ha sido profesor en el Departamento de Inmunología y Medicina Genómica de la Facultad de Medicina de la Universidad de Kyoto. Fue presidente de la Corporación de la Universidad Pública de la Prefectura de Shizuoka de 2012 a 2017.
Es miembro de la Sociedad Japonesa de Inmunología y fue su presidente entre 1999 y 2000. Honjo también es miembro honorario de la Asociación Estadounidense de Inmunólogos.  En 2017 se convirtió en director general adjunto y profesor distinguido del Instituto Universitario de Estudios Avanzados de Kioto (KUIAS).

### Pandemia de COVID-19
Durante la pandemia de COVID-19, se difundió ampliamente en Internet en muchos idiomas una afirmación falsa de que Honjo creía que el nuevo coronavirus había sido «fabricado» por un laboratorio en la ciudad china de Wuhan. El equipo de BBC Reality Check informó que, «En una declaración publicada en el sitio web de la Universidad de Kyoto, dijo que estaba "muy entristecido" porque su nombre había sido utilizado para difundir "acusaciones falsas y desinformación"».

## Contribuciones
Honjo ha establecido el marco conceptual básico de la recombinación de cambio de clase. Presentó un modelo que explicaba el reordenamiento de genes de anticuerpos en el cambio de clase y, entre 1980 y 1982, verificó su validez al dilucidar la estructura de su ADN. Logró clonaciones de ADNc de las citocinas IL-4 e IL-5 implicadas en el cambio de clase y de la cadena alfa del receptor de IL-2 en 1986, y fue más allá al descubrir la AID en 2000, demostrando su importancia en la recombinación de cambio de clase y la hipermutación somática.
En 1992, Honjo identificó por primera vez el PD-1 como un gen inducible en los linfocitos T activados, y este descubrimiento contribuyó significativamente al establecimiento del principio de inmunoterapia contra el cáncer mediante el bloqueo del PD-1.

## Premios

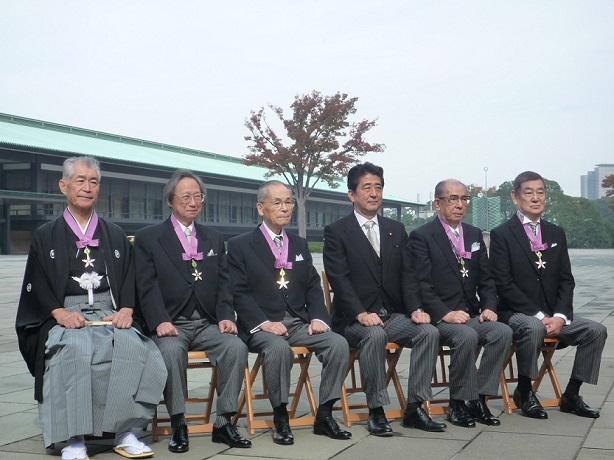
Shun'ichi Iwasaki, Ken Takakura, Seikaku Takagi, Susumu Nakanishi y Honjo recibieron la Orden de Cultura del Emperador Akihito el 3 de noviembre de 2013. Después de eso, posaron para la foto con Shinzō Abe en el Jardín Este del Palacio Imperial.

Honjo ha recibido varios premios y distinciones en su vida. En el 2016, ganó el Premio Kioto en Ciencias Básicas por el descubrimiento del mecanismo responsable de la diversificación funcional de anticuerpos, moléculas inmunoreguladoras y aplicaciones clínicas de PD-1. En el 2018, compartió el Premio Nobel de Fisiología o Medicina con el inmunólogo estadounidense James P. Allison. Anteriormente también compartieron el Premio Tang en Biofarmacéutica en el 2014.
Los otros premios y honores notables recibidos por Honjo son:
- 1981 – Premio Noguchi Hideyo-Memorial por la medicina[8]
- 1981 – Premio Asahi[15]
- 1984 – Premio Kihara, Sociedad de Genética de Japón[16]
- 1984 – Premio Osaka de Ciencia[16]
- 1985 – Premio Erwin von Baelz[16]
- 1988 – Premio Takeda de Medicina[8]
- 1992 – Premio Behring-Kitasato[16]
- 1993 – Premio Uehara[8]
- 1996 – Premio Imperial de la Academia de Japón[17]
- 2000 – Persona de Mérito Cultural[18]
- 2001 – Miembro extranjero de la Academia Nacional de Ciencias de Estados Unidos.[16]
- 2012 – Premio Robert Koch[8]
- 2013 – Orden de la Cultura[8]
- 2014 – Premio William B. Coley[8]
- 2015 – Premio Richard V. Smalley, MD[8]
- 2016 – Premio de Ciencias Médicas de Keio[19]
- 2016 – Premio de ciencias Fudan-Zhongzhi[20]
- 2016 – Thomson Reuters Citation Laureates[21]
- 2017 – Premio de la Fundación Warren Alpert[22]
- 2018 – Premio Nobel en Fisiología o Medicina[23]